# مصعب أحمد
مصعب أحمد الشريف عيسى (مصعب أحمد الشريف؛ وُلد في 10 ديسمبر 1993 في جوبا) هو لاعب كرة قدم سوداني يلعب في مركز الهجوم في صفوف نادي الصقور، ويمثل منتخب السودان لكرة القدم على الصعيد الدولي.

## المسيرة الاحترافية
بدأ مصعب مشواره الاحترافي في صفوف ود نوباوي أم درمان، حيث لعب هناك لفترة ثلاث سنوات، قبل أن ينتقل إلى الخرطوم الوطني في موسم 2017–2018. ثم عاد إلى ود نوباوي لفترة قصيرة حتى عام 2020، لينضم لاحقًا إلى الهلال الأبيض حتى 2022. انتقل بعد ذلك إلى أهلي الخرطوم، ثم خاض تجربة قصيرة مع نادي الدُهرة في 2024، ومنه إلى نادي الصقور الذي يلعب له حاليًا.
تميّز مصعب بقدرته على التحرك السريع داخل منطقة الجزاء، كما يُعرف بدقته في التسديدات بعيدة المدى وتمركزه الهجومي الذكي. لعب دورًا بارزًا في صعود بعض الفرق إلى مراكز متقدمة في الدوري السوداني، وشارك في عدة مباريات مؤثرة ضمن المنافسات المحلية، كما أبدى التزامًا تكتيكيًا لافتًا ساعد مدربيه على توظيفه في أدوار هجومية متعددة.

## المسيرة الدولية
ظهر مصعب لأول مرة دوليًا مع منتخب السودان لكرة القدم في مباراة ودية أمام منتخب زيمبابوي لكرة القدم بتاريخ 2 يناير 2022، وانتهت بالتعادل 2–2.
تم استدعاؤه بعد ذلك ضمن تشكيلة السودان المشاركة في كأس الأمم الأفريقية 2021 بالكاميرون.
كما شارك في مباريات تصفيات كأس الأمم الأفريقية 2023، وواجه منتخبات قوية مثل منتخب نيجيريا لكرة القدم ومنتخب غينيا، حيث أظهر أداءً قويًا ساعد المنتخب السوداني في تسجيل حضور تنافسي لافت.

## الأهداف الدولية
حتى يناير 2022، سجّل مصعب هدفًا واحدًا في المباريات الدولية مع منتخب بلاده، ويأمل في تعزيز رصيده التهديفي خلال مشاركاته المقبلة في الاستحقاقات القارية والإقليمية.

## روابط خارجية
- مصعب أحمد على فرق كرة القدم الوطنية.كوم
- مصعب أحمد  على سكروي
- الملف الشخصي على كووورة
- الملف الشخصي على FilGoal
- الملف الشخصي على winwin